# Plexus sacralis
De plexus sacralis of heiligbeensvlecht is een groep zenuwen die ontspringen uit het ruggenmerg tussen de niveaus L4 en S4. De plexus kan onderverdeeld worden in een voorste en achterste deel. Het voorste deel  van de plexus sacralis verzorgt de motorische innervatie van het achterste deel van de dij en been. Het achterste deel van de plexus sacralis verzorgt de motorische innervatie van voorzijde en de laterale zijden van het been. De plexus sacralis is verbonden met de plexus lumbalis (L1-L4). Samen vormen ze de plexus lumbosacralis. 

## Voorste deel

Een groot deel van de benen wordt door de plexus sacralis geïnnerveerd.

Het voorste deel kan worden onderverdeeld in een aantal afzonderlijke zenuwen:
- Nervus pudendi (S2-S4)
- Nervus cutaneus femoris posterior (S1-S3) (Ontspringt zowel voor als achter. Beide takken komen vervolgens samen)
- Nervus musculi obturatorii interni (L5-S2)
- Nervus musculi quadrati femoris (L4-S1)
- Nervus tibialis (L4-S3)

Deze zenuwen treden allen uit het bekken via het foramen ischiadicum majus.

### Nervus pudendi
De nervus pudendi loopt na het uittreden uit het bekken door de regio glutaea (billen) en loopt naar het perineum door het foramen ischiadicum minus. De spieren van de bekkenbodem worden motorisch en de huid van het perineum, de penis en de clitoris worden sensorisch geïnnerveerd.

### Nervus cutaneus femoris posterior
Deze zenuw loopt onder de musculus piriformis door. Deze spier wordt deels door het achterste deel (S1-S2) en deels door het voorste deel (S2-S3) geïnnerveerd. De zenuw loopt verder door onder de musculus glutaeus maximus naar de binnenkant van de dij, die sensorisch wordt geïnnerveerd.

### Nervus musculi obturatorii interni
Deze zenuw loopt ook onder de musculus piriformis door en verzorgt de motorische innervatie van de musculus gemellus superior. Vervolgens loopt de zenuw weer het bekken in via het foramen ischiadicum minus. Hier wordt de musculus obturatorius internus geïnnerveerd.

### Nervus musculi quadrati femoris
Na het uittreden uit het bekken, onder de musculus piriformis door, loopt de zenuw langs de onderzijde van de musculus gemellus superior en de pees van de musculus obturator internus. De spieren die vervolgens worden geïnnerveerd zijn de musculus gemellus inferior en de musculus rectus femoris.

### Nervus tibialis
Dit is een tak van de nervus ischiadicus. De nervus tibialis loopt onder de musculus piriformis het bekken uit naar de regio glutaea. Vervolgens loopt de zenuw langs de voorzijde van de dij. De hamstrings (m.u.v. het caput breve musculi bicipitis femoris) worden hierbij motorisch geïnnerveerd. De zenuw loopt verder door de knieholte naar de achterzijde van het been, in de kuitspieren. Deze worden motorisch geïnnerveerd, alsmede de spieren van de plantaire voetspieren. Sensorische innervatie wordt verzorgd in de posterolaterale zijde van het been (achterzijde en buitenkant) en de buitenzijde van de voet.

## Achterste deel
Het achterste deel van de plexus sacralis bestaat uit de ventrale takken van de zenuwen van niveaus L4-S3. Deze vormen een netwerk en hieruit ontspringen zes grote zenuwen:
- Nervus cutaneus perforans (S2-S3)
- Nervus musculi piriformis (S1-S2)
- Nervus cutaneus femoris posterior (S1-S3)
- Nervus glutaeus superior (L4-S1)
- Nervus glutaeus inferior (L5–S2)
- Nervus fibularis communis (L4-S3) (Wordt ook wel nervus peronaeus communis genoemd)

### Nervus cutaneus perforans
Deze zenuw loopt dwars door het ligamentum sacrotuberale naar de onderrand van de musculus glutaeus maximus. Hier wordt de onderzijde van de billen en de sulcus glutaeus sensorisch geïnnerveerd.

### Nervus musculi piriformis
De zenuw loopt direct uit de plexus naar de musculus piriformis en treedt dus niet uit het bekken. Deze wordt motorisch geïnnerveerd.

### Nervus glutaeus superior
De nervus glutaeus superior loopt het bekken uit en loopt boven de musculus piriformis langs naar de musculus glutaeus medius en de musculus glutaeus minimus. Deze worden beiden geïnnerveerd. De zenuw loopt door naar de voorzijde en innerveert de musculus tensor fasciae latae

### Nervus glutaeus inferior
Deze zenuw loopt onder de musculus piriformis langs en innerveert de musculus glutaeus maximus.

### Nervus fibularis (peronaeus) communis
Dit is de kleinste tak van de nervus ischiadicus (de helft van de grootte van de nervus tibialis). De zenuw loopt onder de musculus piriformis door naar de billen en verder naar de achterzijde van de dij. Hier wordt het caput breve van de musculus biceps femoris geïnnerveerd. Vervolgens loopt de zenuw door de knieholte en splitst bij de kop van de fibula in een diepe en oppervlakkige tak. De laterale en voorzijde van het been en de rug van de voet worden sensorisch geïnnerveerd.